# Narrow Water Castle

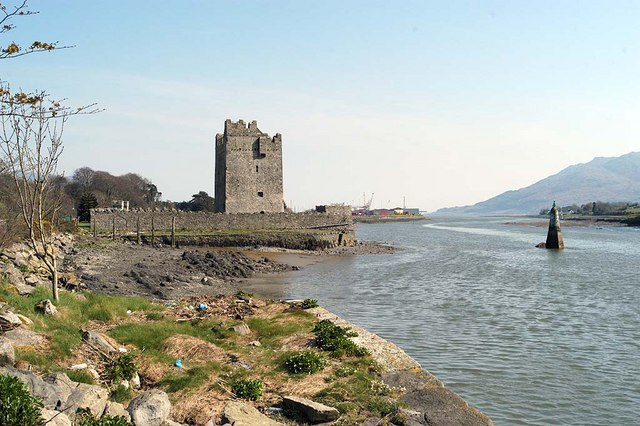
Narrow Water Castle: Blick nach Süden (Die Straße ist links auf dem Bild)

Narrow Water Castle (irisch Caisleán an Chaoil, Ulster-Scots: Narra Wattèr) ist eine Burgruine bei Warrenpoint im nordirischen County Down. Der Wohnturm mit kleiner Bawn (Kurtine) aus dem 16. Jahrhundert liegt an der Landesstraße A2 und am Ufer des Newry River, der etwa 1,6 km südlich in den Carlingford Lough mündet. Narrow Water Castle ging 1956 in die Hände des Staates über. Es ist ein State Care Historic Monument im Townland von Narrow Water im District Newry, Mourne and Down.

## Geschichte
Im Jahre 1212 ließ Hugh de Lacy, der erste Earl of Ulster, auf dem Anwesen einen Donjon errichten, um Angriffe auf die Stadt Newry vom Fluss aus zu verhindern. In den 1560er-Jahren wurden der Wohnturm und die Bawn gebaut. Es handelt sich um einen Wohnturm, wie er typisch für ganz Irland zwischen dem 14. und dem Anfang des 17. Jahrhunderts war. Diese Art Gebäude, üblicherweise mit rechteckigem Grundriss und drei oder mehr Stockwerken, enthielt eine Reihe übereinander angeordneter Räume mit Treppen, Abseiten und Aborten gekonnt in den etwa 1,5 Meter Mauern oder manchmal in hervorstehenden Ecktürmchen versteckt.
Das originale Gebäude wurde 1641 in der irischen Rebellion zerstört.
Heute werden in den Sommermonaten Schiffstouren vorbei an der Burg angeboten.
Am 27. August 1979 wurden 18 Soldaten der British Army beim Anschlag von Warrenpoint der IRA bei Narrow Water Castle getötet. Es handelte sich dabei um das Attentat mit den meisten Toten, das die IRA auf die British Army im Verlauf des Nordirlandkonfliktes ausführte.

## Brücke
Die geplante Narrow Water Bridge sollte südlich der Burg gebaut werden, aber im Juli 2013 ließ das Louth County Council verlauten, dass die Ausschreibung Angebotspreise aufgezeigt habe, die deutlich über den verfügbaren Summen lägen. Daher wurde das Projekt zurückgestellt.